# Кринички (Подільський район)
Кринички́  — село Піщанської сільської громади у Подільському районі Одеської області України.
Розташоване за 18 км від міста Балта. На півдні межує з селом Коритне, на сході з селом Ракулове, на півночі з селом Крижовлин на північному заході з селом Чернече.

## Історія
За адміністративними поділами — з 16 сторіччя Брацлавський повіт, з 19 сторіччя Балтський повіт, 20 сторіччя Балтський район. Під час голодомору 1933 року кількість дворів зменшилася з 400 до 120. У покинуті двори було переселено жителів з Росії.
12 червня 2020 року, відповідно до Розпорядження Кабінету Міністрів України від № 724-р «Про визначення адміністративних центрів та затвердження територій територіальних громад Одеської області», увійшло до складу Піщанської сільської територіальної громади.
19 липня 2020 року, в результаті адміністративно-територіальної реформи і ліквідації Балтського району, село увійшло до складу новоутвореного Подільського району.

## Населення
Згідно з переписом 1989 року населення села становило 368 осіб, з яких 138 чоловіків та 230 жінок.
За переписом населення 2001 року в селі мешкало 308 осіб.

### Мова
Розподіл населення за рідною мовою за даними перепису 2001 року:
| Мова       | Відсоток |
| ---------- | -------- |
| українська | 94,81 %  |
| російська  | 3,57 %   |
| молдовська | 1,62 %   |

## Визначні пам'ятки
Церква Покрови відома з 1762 року. Перетворена з греко-католицької на православну в 1794 році, була спалена татарами. Нова церква збудована в 1779 року. За описом 1794 року — дубова триверха, дах гонтовий; довжина 8 сажнів (17 метрів), ширина 3 сажнів (6,4 метрів), висота 9 сажнів (19,2 метрів). Дзвіниця при вході на цвинтар — дерев'яна 2-ярусна, дах гонтовий. Капітальний ремонт 1869 року: знято бічні верхи, прибудована нова дерев'яна дзвіниця, паламарня. Іконостас зі старовинним живописом. Пізніше церква була зруйнована.
Неподалік Криничок знаходиться пам'ятка природи «Діброва Лабушна».
На території села розташовано Балтський фізико-географічний стаціонар (навчальний науково-дослідний комплекс при географічному факультеті Одеського університету), організований в 1980 році для вивчення стану ландшафтів і режиму надмірно зволожених богарних земель (мочарів), а також їхньої меліорації.

Біля села були знайдені скіфські та інші поселення. Сіцінський Юхим Йосипович в своєї книзі «Археологічна карта Подільської губернії» писав: 
|  | У села Кринички 9 курганів. У 1891 році пан Зборовський розкопав три (скіфські) і знайшов в одному скелет, на нім 2 бронзових наножія, 2 бронзовия четирехугольния бляшки, 11 бронзових тригранних стріл і теракотова судина; у другому - три залізні дротики, широкий залізний спис, бойовий залізний топірець і велика глиняна амфора. У 1892 році він же розкопав 1 курган і знайшов в нім скелет і теракотову судину. У 1892 році В.Б. Антонович провів розкопки групи курганів - типу скіфського особливого варіанту. Гробниці висічені дуже глибоко в підґрунті і мали форму грушоподібну, на зразок хлібних ям. Знайдені предмети, які характеризують скіфські гробниці: залізна зброя, бронзові стріли і прикраси, амфори, судини з чорної лиснючої глини тощо. Особливість одного з курганів - велика бронзова наножія, надіта на гомілці небіжчика. Тим же професором досліджена стоянка, ймовірно того ж часу, що укладає безліч металевих виробів і статуеток. (Мабуть це так зване поле похоронних урн типу київських і збручських полів. Зап. І. Р. А. О. XI, 277.). З предметів, знайдених в скіфських курганах поблизу Криничок, знаходяться в музеї університету св. Володимира: 10 бронзових наконечників стріл тригранних желобковатих з гачками; великий залізний наконечник списа листоподібного типу з довгим втулком; три залізні списи з втулком, який переходе в довгий тонкий стрижень, ув'язнений невеликим стрілоподібним вістрям; залізний бойовий топірець з прямим чотиригранним обухом; бронзове наніжжє (jambard); два бронзових тонких поясних наконечника; глиняний широкий глек з вузьким горлом і одним вухом, забарвлений в сірий колір. З розкопок первісного селища в 1892 році знаходяться в колекції В.Б. Антоновича такі предмети, які відносять до кінця неолітичного періоду і до часу появи скіфів в південно-російському краю: теракота досить грубого стилю, що представляє голу сидячу жінку, що годує дитяти, на шиї якась прикраса, за спиною наліплений кружок (може бути мішок для носіння дитини); фігурка поміщалася на глиняному стільчику з чотирма ніжками зі спинкою; така ж сидяча фігурка чоловіка, з відбитою головою, що поміщається в маленькій судині овальної форми на подібність корита (що ймовірно зображає човник); дві маленькі широкі миски; половина низької чашки з відігнутим всередину віночком і залишком вушка; три мініатюрні чашки з перехопленням і широко розгорненим віночком, одна має два вушка в нижній частині; така ж чашка великого розміру, розписана темним лаком; мініатюрний красивий горщик з ліпними зубчиками по віночку; мініатюрний ківш грубого вироблення з товстою ручкою. У тій же колекції знаходяться такі предмети скіфського характеру: 6 бронзових тригранних стріл, жолобковатих, борознистих; залізна довга стріла ромбоподібна з ніжкою; половина хрестоподібної обойміци від схов кинджала; шматки шкіряного сагайдака або налуччя, із залишками шовкової тканини на поверхні; кістяна кругла пряжка; кістяний живець залізного ножа з такими ж цвяшками ; чотиригранний брусок приросту із сланцю тальку. Знайдені: 3 римських срібні монети - одна Доміціана і дві Констанція II, а також (окремо) бронзовий литий хрестик, мабуть, XVII сторіччя. |

## Уродженці
- Завалевський Юрій Іванович (* 1957) — український педагог. Доктор педагогічних наук, професор. Повний кавалер ордена «За заслуги» (2014, 2017, 2021), заслужений працівник освіти України.